# Антоненко, Нина Степановна
Ни́на Степа́новна Антоне́нко (урождённая Капу́стина; 23 июля 1921 — 25 февраля 2005, Обнинск, Калужская область, Россия) — советский хозяйственный и политический деятель, инженер-строитель. Председатель Обнинского горисполкома в 1966—1982 годах.

## Биография
Родилась 23 июля 1921 года.
В 1941 году участвовала в строительстве оборонительных сооружений Москвы. После окончания с отличием Московского инженерно-строительного института имени В. В. Куйбышева в 1944 году работала прорабом на строительстве Фрунзенской ТЭЦ, других строительных объектах и предприятиях Москвы, в Константиновке Донецкой области. В 1960 году переехала в Обнинск, где работала главным инженером СМУ-9 треста «Калугаоблпромстрой». В 1963 году была избрана заместителем председателя Обнинского исполкома городского Совета депутатов трудящихся, в 1966 году — председателем Горисполкома. Занимала эту должность в течение шестнадцати лет до 1982 года.
В должности заместителя председателя Обнинского исполкома стала главным инициатором принятия нового генерального плана развития города, рассчитанного на быстрый рост населения и значительное расширение границ города.
По инициативе Антоненко было принято постановление Совета Министров СССР № 810 от 5 ноября 1973 года «О мерах по развитию городского хозяйства г Обнинска, Калужской области на 1974—1980 гг.», позволившее разрабатывать и осуществлять комплексные программы развития городского хозяйства, главной из которых была программа развития энергетического хозяйства города, разработанная до 1990 года. Подобные постановления впоследствии принимались ещё дважды — на каждые пять лет. Была создана система генеральных подрядчика (Обнинское управление строительства), застройщика (Физико-энергетический институт) и проектировщика (ВНИИПИЭТ).
В строительном комплексе Обнинска при Антоненко была внедрена так называемая «Орловская непрерывка», в основе которой заложен метод непрерывного планирования и поточного строительства. Это обеспечивало устойчивое, без сбоев из-за быстрого развития города, функционирование всего городского хозяйства.

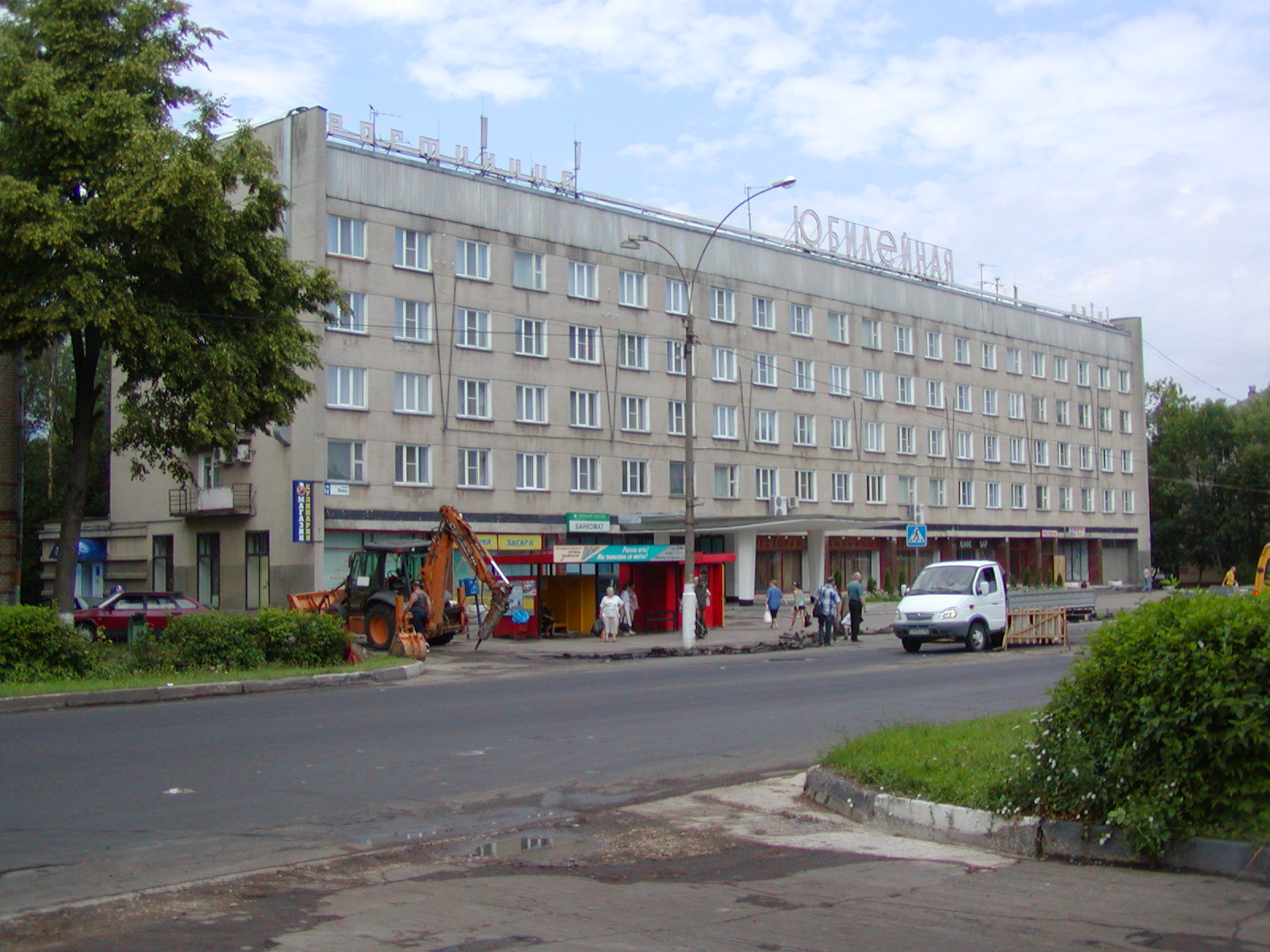
Гостиница «Юбилейная»

При Антоненко были введены в строй школа № 6, школа № 7, школа № 8, школа № 9, школа № 10, школа № 11, детская музыкальная школа № 1, детская музыкальная школа № 2, детская художественная школа, детско-юношеская спортивная школа, станция юных техников (СЮТ), комплекс больничного городка, стоматологическая поликлиника, хирургический корпус, гостиница «Юбилейная», здание милиции, военкомата и прокуратуры, Дворец культуры, салон бракосочетаний, спорткомплекс с бассейном, Дом быта, хлебозавод № 2 и молокозавод, оздоровительные бани, Дом связи с АТС, универсам на улице Комарова, два путепровода через шоссейную и железнодорожную трассы «Москва-Киев», дополнительные мощности на котельной № 2, на Вашутинском водозаборе, базы горгаза и электросетей. Ежегодно вводилось в эксплуатацию не менее 60 тысяч  м² жилья (1100—1200 квартир).
Пётр Иванович Напреенко, заместитель и преемник Антоненко, так вспоминал о ней в 2006 году, через год после её кончины:

Надгробная стела Н. С. Антоненко на Кончаловском кладбище

Обратная сторона надгробной стелы Н. С. Антоненко

Нина Степановна была небольшого роста, энергичная, весёлая, с хорошим чувством юмора. Из женских особенностей у неё была одна очень примечательная — Нина Степановна всегда делала аккуратную высокую причёску. Из слабостей — любовь к хорошим папиросам и сигаретам. Курила она много, причём в кабинете. Но никогда в нём не было запаха дыма.

Умерла 25 февраля 2005 года в Обнинске, похоронена на Кончаловском кладбище.

### Семья
- Муж — Михаил Иванович Антоненко (1920—1975).[3]
- Дочь — Елена Михайловна Антоненко.
- внучка — Ионова Ирина Александровна

## Награды и звания
- Орден Трудового Красного Знамени
- Орден «Знак Почёта»
- Медаль «В ознаменование 100-летия со дня рождения Владимира Ильича Ленина» (1970)
- Медаль «Ветеран труда»
- Медаль в честь 60-летия Калужской области[4]
- Почетная грамота Президиума Верховного Совета РСФСР
- Лауреат премии Совета Министров СССР
- Персональный пенсионер республиканского значения
- Почётный гражданин города Обнинска (1983)

## Память
- На доме 10 по улице Мира в Обнинске, где жила Нина Степановна Антоненко, в 2007 году установлена мемориальная доска[5].

## Цитаты
Мария Фёдоровна Исупова, секретарь Обнинского горкома КПСС в 1970—1980-е гг., 2011:
Люди, живя на земле, оставляют после себя память. Художники — картины, писатели — книги. А Нина Степановна оставила после себя город [Обнинск]. Разумеется, в те времена разрабатывались перспективные планы развития города и решались большие дела на бюро и пленумах горкома КПСС. Но мотором, приводящим всё это в движение, была председатель горисполкома Нина Степановна Антоненко. Чтобы принятые решения воплотились в жизнь, надо было, как она сама говорила, брать мешок в руки и ехать в Москву собирать деньги, что она и делала с величайшей активностью, с большим успехом. Вся её жизнь — это работа. Ни счёта в банке, ни загородной виллы, ни роскошной квартиры не оставила после себя, а оставила тот город, в котором мы с вами живем. <...> А ещё она была удивительно гостеприимным и хлебосольным человеком. Переступаешь порог её дома — она радостно выходит навстречу, будто только тебя и ждала.